# Robot balayeur
Le robot balayeur ou robot serpillière est un appareil capable de balayer et de se déplacer de façon autonome sur une surface à nettoyer. Il s'agit d'un robot de service utilisé habituellement pour l'entretien des sols. Il se différencie des robots aspirateurs ou laveurs dans le sens où il récupère les résidus à l'aide d'une serviette spécifique et est incapable d'aspirer les poussières ou les liquides pollués lors de son passage. Le robot balai se déplace généralement en effectuant des mouvements de va-et-vient comme une personne le ferait avec un balai ou une serpillière classique.

## Robot balayeur ou serpillière de sol
Ce type de robot se meut au moyen de roues dont la vitesse et le sens sont commandés par un système d'asservissement complexe. Il pousse un chiffon sec pour ramasser les poussières à l'aide du principe de l’électro-statisme ou une lingette humide lorsqu'il fonctionne en mode serpillière. Le chiffon est généralement placé sur un balai plat détachable, mais certains prototypes proposent de placer le chiffon sur un rouleau. Cette idée à l'avantage de proposer la récupération du surplus de poussière dans une pelle amovible positionnée à l'arrière du rouleau. Plus rare que le balai classique, cette architecture a été initiée par la culture maker et on peut retrouver ce type de prototype dans certains fab lab.

## Robot nettoyeur de vitre et serpillière verticale
Un robot nettoyeur de vitre adhère aux parois verticales grâce à un système magnétique ou de succion.

## Robot serpillière hybride de sol
L'inconvénient majeur d'un robot serpillière est dû à l'encrassement rapide de sa serpillière causé par les poussières rencontrées sur le parcours. Pour cette raison, la plupart des manuels de ces robots proposent de passer l'aspirateur avant le nettoyage des grandes surfaces par un robot serpillière. Certains fabricants se sont inspirés des robots nettoyeur de vitre à succion pour intégrer à leur robot hybride un aspirateur en amont du balai serpillière.